# Evanghelia după Matei
Prima evanghelie din canonul creștin (prima evanghelie din Noul Testament în ordinea scrierii fiind cea după Marcu). În mod tradițional are atribuirea: „după Matei”.
Toate cele patru evanghelii din Noul Testament sunt anonime (numele moderne ale autorilor au fost adăugate în secolul al II-lea d.Hr.), în mod aproape cert niciuna nu a fost scrisă de martori oculari, iar toate sunt produsele finale ale unui șir lung de transmisie orală și scrisă. Lucrarea nu menționează numele autorului ei, iar tradiția timpurie care o atribuie Apostolului Matei a fost respinsă de cercetătorii moderni.

## Autorul anonim
Tradiția creștină veche a considerat că această scriere ar fi fost scrisă de Matei, fost vameș, devenit apostol al lui Isus. Majoritatea cercetătorilor contemporani consideră că ea este opera unui autor anonim, căruia ulterior i-a fost atribuită identitatea vameșului Matei, datorită interesului special pentru figura respectivă. Problema sinoptică a fost soluționată în sensul că autorul evangheliei după Matei a avut la dispoziție, pe lângă Evanghelia după Marcu, o sursă numită sursa Q. 
Problema nu este că manuscrisele evangheliei nu conțin titluri, ci că ele conțin prea multe titluri diferite, ceea ce a determinat breasla bibliștilor să considere că nici nu a existat un titlu „original”.
Această evanghelie nu susține că ar fi fost scrisă de martori direcți la evenimentele relatate și nu a fost scrisă de martori:
„Ele nu pretind că ar fi fost scrise de martori la viața lui Isus, iar istoricii au recunoscut de mult că ele au fost produse de creștini din a doua sau a treia generație, trăind în alte țări decât Isus (și Iuda), vorbind o limbă diferită (greacă în loc de aramaică), trăind în circumstanțe diferite și adresându-se unui public diferit.”—Bart D. Ehrman, The lost Gospel of Judas Iscariot: a new look at betrayer and betrayed.
Papias de Hierapolis⁠(en)[traduceți], episcop în Anatolia, a consemnat: „Matei a colecționat zicerile în limba ebraică și le-a interpretat/tradus cât de bine a putut.”
Mulți cercetători cred că „Evanghelia după Matei a fost scrisă la origini în limba greacă de către cineva al cărui nume nu ne este cunoscut și care se baza pe surse cum ar fi Evanghelia după Marcu și sursa Q.” Totuși alți cercetători și-au exprimat dezacordul cu aceste idei.
„Ceea ce cei mai mulți nu-și dau seama este că titlurile lor au fost adăugate ulterior de creștini din secolul al II-lea, la decenii întregi după ce aceste cărți fuseseră scrise, pentru a putea pretinde că ele au fost scrise de apostoli. De ce ar fi făcut asta creștinii? Amintiți-vă discuția anterioară asupra formării canonului Noului Testament: numai cărțile care erau apostolice puteau fi incluse. Ce trebuia atunci făcut cu evangheliile care erau citite și larg acceptate ca autorități în timp ce fuseseră scrise în mod anonim, cum a fost cazul celor patru evanghelii din Noul Testament? Ele trebuiau asociate cu apostoli pentru a putea fi incluse în canon, așa că le-au fost atașate nume de apostoli.”—Bart D. Ehrman, Truth and Fiction in The Da Vinci Code : A Historian Reveals What We Really Know about Jesus, Mary Magdalene, and Constantine
Cei mai mulți cercetători consideră că Evanghelia după Matei a fost scrisă de către un evreu creștin.
Din cauza cunoașterii precare a geografiei Palestinei, este improbabil că vreunul din evangheliști ar fi vizitat vreodată Palestina.

#### Persoana istorică
Matei (în greacă Maththáios sau Mattháios, de la aramaicul Mattai, care la rândul său provine de la ebraicul Mattatyah =”darul lui JHWH”) este numit în lista celor doisprezece Apostoli în Matei 10:3; Marcu 3:18; Luca 6:15; Apostolilor 1:13.
Numai Evanghelia după Matei îl califică ca perceptor (vameș; păcătos public; zbir, ruptas) (Matei 10:3), adică colector de taxe în favoarea romanilor, și prezintă chemarea lui la apostolat chiar în timpul exercitării oficiului său: de la „taraba lui de vameș” (Matei 9:9).
Celelalte evanghelii sinoptice îl numesc pe acest păcătos public Levi (cf. Luca 5:27-28) fiul lui Alfeu (cf. Marcu 2:13-14).
Tradiția antică îi atribuie prima Evanghelie canonică. Alte tradiții – necontrolate – îl prezintă, după anul 42 evanghelizator în diferite regiuni ale Persiei, Siriei, Macedoniei.
Moartea lui – despre care nu avem date sigure – s-ar fi petrecut în Etiopia, ca martir.
Este sărbătorit în biserică la data de 21 septembrie.

#### Scriitorul
Cea mai veche informație o avem de la Papias, episcop de Ierapolis (jumătatea secolului al II-lea), informație care s-a păstrat într-o citare a ei de către Eusebiu din Cezareea. Conform acestei mărturii, Matei ar fi scris Evanghelia în limba ebraică sau aramaică, ea constând dintr-o colecție de ziceri ale lui Isus. Această mărturie își găsește ecoul în scriitori bisericești ca Irineu de Lyon, Tertulian, Origen și Ieronim, care îl și identifică pe Matei cu perceptorul Levi.
Se poate pune întrebarea dacă evanghelia la care se referea Papias este aceeași cu Evanghelia după Matei: ultima este o narațiune și nu o colecție de ziceri comentate/traduse cum era evanghelia scrisă de Matei, conform lui Papias. Evanghelia pe care o posedăm a fost scrisă direct în greacă și nu este, nu poate fi, o traducere din ebraică sau din aramaică: mărturie stă prezența unei terminologii cu forme stilistice și cu jocuri de cuvinte posibile numai în limba greacă. Informațiile prezentate de Papias nu se potrivesc cu Noul Testament.
Ideea că evanghelia a fost inițial scrisă în altă limbă decât greaca veche (koine) este o fantezie semidoctă.
Evanghelia însăși nu specifică vreun autor, dar era probabil un bărbat evreu, aflat la granița dintre valorice iudaice tradiționale și cele netradiționale, era familiar cu aspectele tehnice, legale ale Scripturii care erau dezbătute în vremea sa. Tradiția creștină timpurie atribuie evanghelia lui Matei, dar asta este respins de către cercetătorii moderni. În Antichitate exista o tradiție conform căreia Evanghelia după Matei ar fi fost în original scrisă „în dialect evreiesc”, iar conform lui D. Edmond Hiebert era încă proclamată drept dogmă catolică în 1981; totuși, cei mai multi cercetători mainstream ai Bibliei au respins această tradiție, din motive cum ar fi originalul fiind scris în limba greacă, sau mai degrabă Evanghelia după Evrei a fost direct sau indirect sursă pentru Evanghelia după Luca, nu după Matei. Explicațiile variază de la acea tradiție antică se referea la altă evanghelie până la autorul însuși și-a tradus propria evanghelie în ebraică sau aramaică. Oricum, documentul descris pentru prima oară de Papias din Hierapolis nu seamănă cu Evanghelia după Matei din Noul Testament.
Constantin Oancea redă poziția Bisericii Ortodoxe Române referitoare la scrierile anonime (sau pseudonime) din Biblie:
„Concluzie: Biserica creștină a preluat tradiția despre originea mozaică a Pentateuhului din iudaism. Intre teologii protestanți și romano-catolici este susținută aproape unanim ipoteza izvoarelor. Originea mozaică a Pentateuhului mai este astăzi susținută de unii autori ortodocși iudei și neoprotestanți. Insă Biserica ortodoxă nu a făcut niciodată din chestiunea autorului unei cărți o chestiune dogmatică. Aceasta fiindcă Biserica a știut că autorul real al unei cărți e Dumnezeu  și  că  autoritatea  și  credibilitatea  unei  cărți  biblice  nu  se  sprijină  pe  autoritatea omului  ci  pe  cea  a  lui  Dumnezeu.  De  aceea,  indiferent  de  cine  a  scris  o  carte  oarecare  a Bibliei, odată ce aceasta a fost acceptată în canonul biblic, autoritatea  ei  nu  este  cu  nimic știrbită de faptul că știm sau nu știm cine este autorul ei. Fiind canonică, ea trebuie citită și primită ca reverența firească față de sfințenia cuvântului lui Dumnezeu.”—Constantin Oancea, Introducere în studiul Vechiului Testament. Suport de curs pentru anul I, semestrul I

## Accente
Evanghelia subliniază cum Isus a împlinit proorociile mesiance. Anumite detalii ale vieții lui Isus, în particular copilăria lui, sunt relatate doar în Evanghelia după Matei. Este singura evanghelie care menționează Biserica sau ecclesia. Matei pune accentul pe respectarea legii mozaice de către creștini. Deoarece această evanghelie are proza ritmică, aproape poetică, ea este foarte potrivită pentru citirea în public, fiind astfel o alegere foarte populară pentru liturghie.
Evanghelia după Matei poate fi împărțită în cinci secțiuni distincte: Predica de pe munte (Matei cap. 5, cap. 6, cap. 7), Poruncile de instruire a celor doisprezece (cap. 10), Cele trei pilde (cap. 13), Instrucțiuni pentru comunitate (cap. 18), și Discursul de pe Muntele Măslinilor (cap. 24, cap. 25). Unii cred că asta trebuia să fie o paralelă la Pentateuh.
Ea a fost evanghelia cea mai apreciată și cea mai folosită în Biserica primară⁠(de)[traduceți] pentru abundența învățăturilor cuprinse în ea, structurate în ample discursuri.

## Locul și data compoziției textului
Evanghelia după Matei a fost scrisă după părerea lui Brown între anii 70 și 100, iar după părerea lui Harris a fost scrisă între anii 80 și 85. Unii cercetători conservatori susțin că a fost scrisă înainte de anul 70, în special cei care nu acceptă teza că prima evanghelie care a fost scrisă a fost cea a lui Marcu. Tenney credea că este improbabil să fi fost scrisă după anul 70, deoarece în profeția despre nimicirea Ierusalimului nu este nicio aluzie la faptul că cetatea ar fi fost cucerită deja.
Data compoziției este acceptată, cvasiunanim, ca fiind în jurul anilor 70 e.n. sau ulterior acestei date, din moment ce autorul ei are date precise cu privire la distrugerea Ierusalimului (cf. Matei 22:7; Matei 23:37-38).
Unii autori moderni, luând în considerație faptul că Matei a rupt orice legături cu iudaismul, datează textul după căderea Ierusalimului, mai precis după anul 85, deoarece conform unor autori mai vechi în acel an iudaismul oficial i-ar fi „excomunicat” pe creștini, lucru considerat de istorici drept ipoteză discreditată și nu fapt istoric; în orice caz, formal sau informal, a avut loc o separare între iudaism și creștinism.
Locul scrierii Evangheliei a fost, cel mai probabil, dar nu poate fi știut sigur, Antiohia Siriei.
Mai trebuie precizat că această Evanghelie este citată pentru prima oară de Ignatie al Antiohiei și că, în secolul al II-lea, era foarte folosită de comunitățile creștine care, într-un fel sau altul, aveau legături cu Siria.
Cei mai mulți cercetători consideră că evanghelia a fost scrisă între 80 d.Hr. și 90 d.Hr., cu un interval posibil între 70 și 110; o dată anterioară anului 70 rămâne un punct de vedere minoritar.
Punctul de vedere majoritar este că a fost scrisă în ultimul sfert al secolului I d.Hr. Acest punct de vedere se bazează pe trei argumente:
- fundalul reflectă separarea finală între Biserică și Sinagogă, circa 85 d.Hr.;
- redă capturarea Ierusalimului și distrugerea Templului de către romani în 70 d.Hr.;
- folosește drept sursă Evanghelia după Marcu, datată în jur de 70 d.Hr.[54]

Conform The New Oxford Annotated Bible (2018) „În general, savanții sunt de acord că Evangheliile au fost scrise de la patruzeci până la șaizeci de ani după moartea lui Isus.”

## Structura narativă și teologică
Începutul și sfârșitul Evangheliei este marcat de o afirmație, care reprezintă firul tematic al întregii narațiuni:
- vestea nașterii lui Emanuel, „care înseamnă «Dumnezeu-cu-noi»” (Matei 1:22-23);

- promisiunea Celui-Înviat: „Eu sunt-cu-voi în toate zilele până la sfârșitul lumii” (Matei 28:20).
Relatarea evanghelică, așadar, este centrată pe „«Dumnezeu-cu-noi»” în Isus, ca dar al alianței făcut lui Israel (care-l refuză) și, în consecință, oferit comunității ucenicilor care-l primesc și-i observă cuvântul, îi pun în practică învățătura.
Structura și articularea Evangheliei cuprinde 5 mari discursuri (care, de altfel, caracterizează această Evanghelie):
Prima secțiune – Matei 1:1-4:22 este un prolog solemn al întregii istorii: adună relatările „copilăriei” (Matei cap. 1-cap. 2) și pregătesc slujirea lui Isus. Isus este prezentat încă din genealogie (Matei 1:1-17) ca «fiul lui David, fiul lui Abraham», acela care împlinește promisiunea venirii Mesiei din neamul lui David și, conform Alianței lui Dumnezeu cu Abraham, deschisă tuturor popoarelor. El este „fiul lui Dumnezeu” (Matei 3:17), fidel în ispitiri (Matei 4:1-11).
După acest prolog, urmează cele cinci discursuri mari ale lui Isus.
Primul discurs: Matei 4:23-9:35.
Isus, Mesia învață și vindecă. Împlinește Legea și formulează cu autoritate voința lui Dumnezeu în Predica de pe Munte (Matei cap. 5, cap. 6, cap. 7); vindecă poporul de toate suferințele și infirmitățile care-l apasă cu o serie de zece minuni:
- Matei 8:1-4 – vindecarea unui lepros;

- Matei 8:5-13 – vindecarea slujitorului centurionului roman;

- Matei 8:14-17 – vindecarea soacrei lui Petru;

- Matei 8:23-27 – potolirea furtunii;

- Matei 8:28-34 – eliberarea îndrăciților din Gadara;

- Matei 9:1-8 – vindecarea unui paralitic;

- Matei 9:18, Matei 9:23-26 – învierea fiicei șefului de sinagogă;

- Matei 9:20-22 – vindecarea femeii de vărsarea de sânge;

- Matei 9:27-30 – vindecarea a doi orbi;

- Matei 9:32-33 – vindecarea unui mut îndrăcit.
Al doilea discurs: Matei 9:36-12:50.
După ce-i instruiește cu discursul misionar (Matei 10:5-42), Isus îi trimite pe cei doisprezece ucenici ai săi la Israel ca ei să-i continuie lucrarea (Matei 10:1-4; Matei 11:1).
Capitolele Matei cap. 11 și cap. 12 pun în evidență reacția atât de diferită a ascultătorilor înaintea învățăturii lui Isus și a ucenicilor săi.
Al treilea discurs: Matei 13:1-17, Matei 13:27.
Opoziția față de noul Rabbi, Isus din Nazaret, crește în astfel de momente El se dedică formării apostolilor săi cu discursul în parabole (Matei cap. 13) și-și restrânge tot mai mult slujirea doar la ei (de ex. Matei 14:22-33; Matei 16:16-19; Matei 17:24-27).
Al patrulea discurs: Matei 18:1-22:45.
După discursul asupra smereniei, împotriva scandalului și asupra iertării (Matei cap. 18) și după instruirea ucenicilor din cap. 19-cap. 20, Isus – ajuns la Ierusalim – intră în polemică cu autoritățile (Matei 21:23-27; Matei 22:15-46).
Al cincilea discurs: Matei 23:1-28:20.
Ca reproș împotriva conducătorilor iudeilor (Matei cap. 23), Isus rostește marele discurs escatologic adresat ucenicilor (cap. 24 și cap. 25) ca să persevereze, să fie pregătiți pentru întoarcerea Domnului și să „aducă roade” de dreptate creștinească.
Relatarea Pătimirii (cap. 26, cap. 27, cap. 28) și relatările pascale le Învierii (cap. 28) culminează în întâlnirea Celui Înviat cu cei 11 apostoli, ocazie cu care Isus proclamă solemn înaintea lor puterea sa „în cer și pe pământ” și îi trimite să învețe toate neamurile, promițându-le că va fi cu ei „până la sfârșitul lumii” (Matei 28:16-20).
Așadar, de-a lungul întregii istorii narate Isus, Mesia, vede crescând neînțelegerea și refuzul poporului său, dar și – în aceeași măsură – primirea de către comunitatea ucenicilor, pe care El îi formează ca mai apoi, după Paști, să-i trimită să vestească Evanghelia la toate neamurile: o datorie pe care și comunitatea lui Matei simte că trebuie să și-o facă proprie.

## Comunitatea lui Matei
Pentru o mai profundă înțelegere a fizionomiei și a scopului Evangheliei după Matei este fundamentală înțelegerea ambientului în care lucrează autorul și pentru care scrie.
Autorul și comunitatea sa par să fie în luptă pe două fronturi: unul intern și altul extern.
Pe de o parte Matei se îndreaptă spre frontul intern, format – foarte probabil – din carismatici (Matei 7:21), care au o intensă viață religioasă (Matei 7:22), dar care nu iau aminte, ba refuză chiar, interpretarea Legii dată de Isus și de aceea săvârșesc „nelegiuirea” (Matei 7:23).
Împotriva acestora Matei face să valoreze continuitatea autorității Legii, care n-„a fost desființată, dar desăvârșită” de Isus (cf. Matei 5:17-20).
Mai exista acolo încă un front, extern, format de iudaismul care, după distrugerea Templului (70 e.n.), încerca să se regrupeze în jurul Legii și interpretărilor acesteia făcute de rabinii farizei. Cu acest iudaism este evident că Matei a rupt orice legătură și este în polemică fățișă. Aceasta se poate lesne înțelege din invectivele împotriva „cărturarilor și farizeilor” (cf. Matei 23:1-36) și din îndepărtarea pe care o exprimă față de „sinagogile lor” (cf. Matei 4:23; Matei 9:35; Matei 10:17 ș.a.).
Conflictul între comunitatea lui Matei și iudaism este jucat în jurul autenticității interpretării Legii, care exprimă voința lui Dumnezeu. Pentru iudaism interpretarea autentică este aceea dată de tradiție și de sentințele rabinilor. Pentru Matei, adevăratul și definitivul interpret al Legii, este Isus, astfel cuvântul său (Matei 7:24-27) iar respectarea tuturor poruncilor sale (Matei 28:19-20) au devenit fundamentale pentru comunitatea ucenicilor.
Matei (5:17-20) citează cuvinte ale lui Isus, cuvinte care afirmă că Legea lui Moise trebuie respectată 100% de către creștini.